# Pastinachus stellurostris
Pastinachus stellurostris is een vissensoort uit de familie van de pijlstaartroggen (Dasyatidae). De wetenschappelijke naam van de soort is voor het eerst geldig gepubliceerd in 2010 door Last, Fahmi & Naylor.